# Municipio Tlalnepantla
Koordinaten: 19° 1′ N, 98° 59′ W
Tlalnepantla ist ein Municipio im Norden des mexikanischen Bundesstaats Morelos, etwa 50 km südlich des Zentrums der mexikanischen Hauptstadt Mexiko-Stadt. Hauptort und größter Ort des Municipios ist das gleichnamige Tlalnepantla. Das Municipio hatte beim Zensus 2010 6.636 Einwohner, die Fläche der Gemeinde beläuft sich auf 108,2 km².

## Geographie
Das Municipio Tlalnepantla liegt im Norden des Bundesstaates auf einer Höhe von 1700 m bis 3500 m in der Sierra Volcánica Transversal. Es grenzt an die Municipios Tlayacapan, Totolapan und Tepoztlán, weiters ans Municipio Juchitepec im Bundesstaat México und an Milpa Alta im Bundesdistrikt Mexiko-Stadt.
Etwa 50 % der Gemeindefläche sind bewaldet, weitere 40 % dienen dem Ackerbau.

## Orte
Das Municipio Tlalnepantla umfasst 11 localidades, von denen nur der Hauptort vom INEGI als urban klassifiziert ist.
| Orte                                     | Einwohner |
| Tlalnepantla                             | 3.872     |
| Felipe Neri                              | 1.338     |
| El Vigía                                 | 0.832     |
| El Pegregal                              | 0.507     |
| Fraccionamiento los Robles               | 0.035     |
| Fraccionamiento Calmil                   | 0.022     |
| Campo los Jagüeyes                       | 0.009     |
| Bosques de Morelos                       | 0.008     |
| Campo Tepehuaxtitla                      | 0.007     |
| Campo Cuauyeca                           | 0.004     |
| Fraccionamiento Hacienda Villa Campestre | 0.002     |